# Opodiphthera varicolor
Opodiphthera varicolor är en fjärilsart som beskrevs av Hans Daniel Johan Wallengren 1859. Opodiphthera varicolor ingår i släktet Opodiphthera och familjen påfågelsspinnare. Inga underarter finns listade i Catalogue of Life.